# كوزيت (اسم)

اسم كوزيت مكتوب بالخطّين العربي والفرنسي.(خط النسخ)

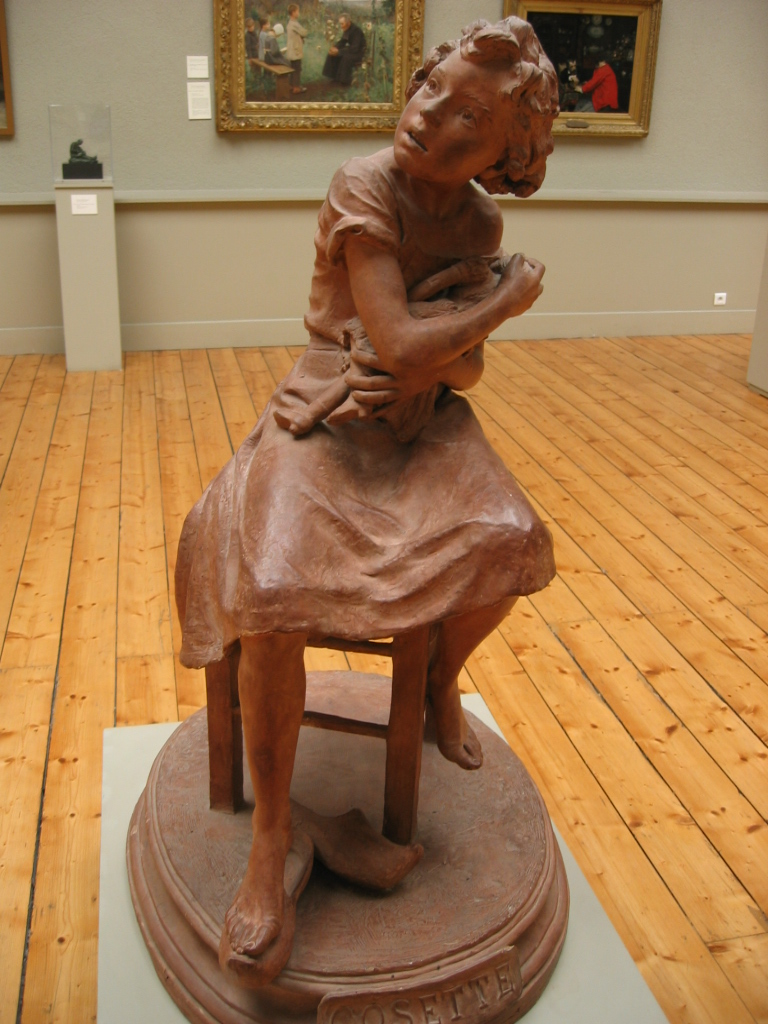
منحوتة فنية لصغيرة كوزيت رفقة دميتها للفنان مارث لا-فليير-ريتي (Marthe La-Filiere-Ritti)

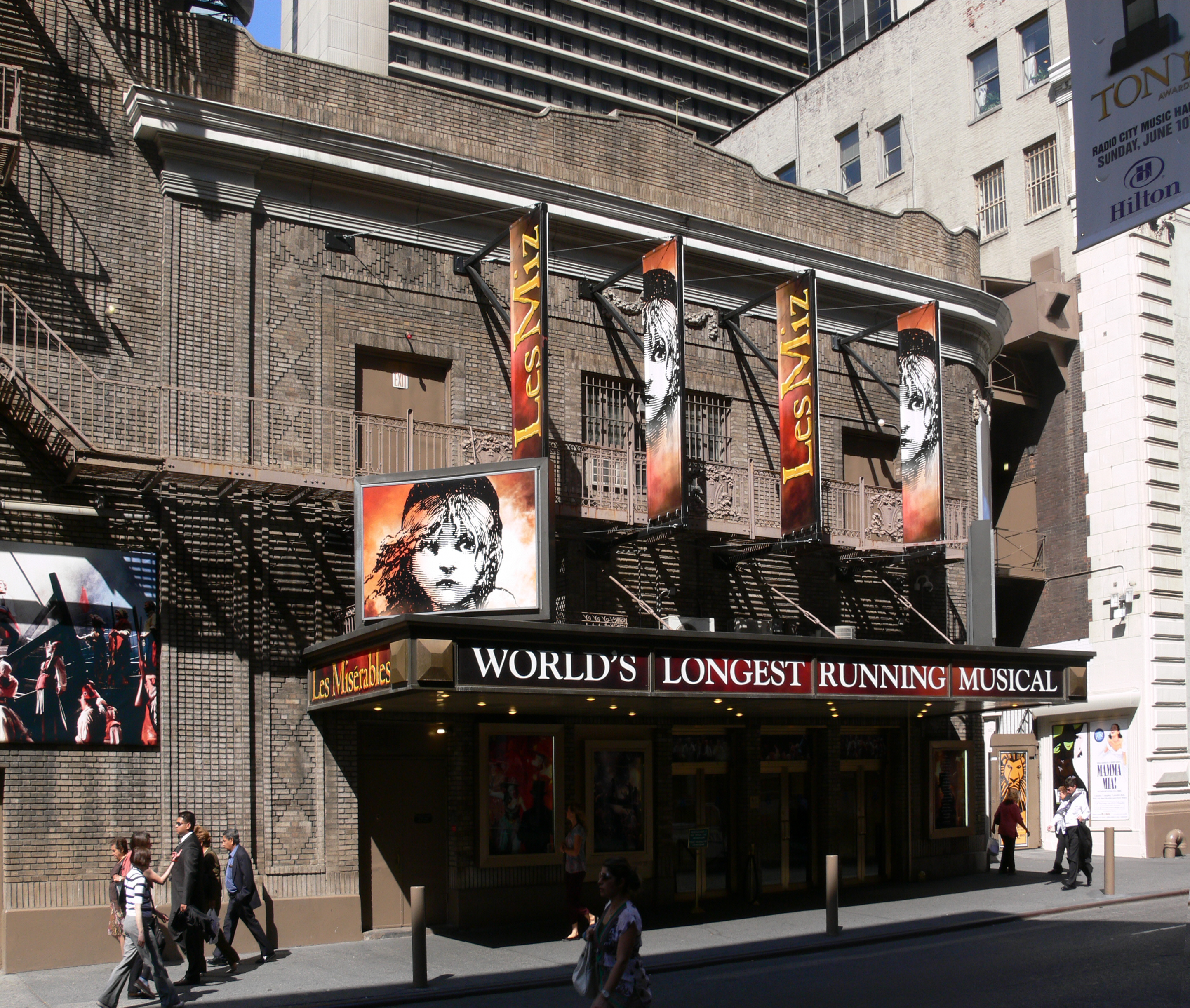
صورة فنية لوجه كوزيت على واجهة مسرح برودهارست Broadhurst بمانهاتن، بمدينة نيويورك.

كوزيت: اسم علم مؤنث فرنسي الأصل (فرنسية قديمة)، قد نجده في بعض لغات والثقافات الأخرى بشكل أقل، كإنجلترا مثلا، تكتب بلغتها الأصلية "Cosette" أو "Cozette" أو "Cosetta" من أصل كلمة "chosette" وهي على صيغة التصغير والتحبيب، بما معناه الشيء الصغير، (بالإنجليزية Little thing).

## الشهرة الأدبية والثورية
شهرة الاسم جاءت من إحدى الشخصيات الرئيسية لرواية البؤساء للروائي فكتور هوغو، التي تعبر عن حقبة من مأساة المجتمع مع الفقر والتهميش في تاريخ فرنسا، وكوزيت في الرواية العالمية هي ابنة يتمية لأمها فالنتين التي تبناها جان فالجان.
في الرواية كانت كوزيت تشتغل كطفلة خادمة عند مشغلتها السيئة والقاسية، بينما كانت في طريقها لجلب الماء في منتصف ليل قارس، تقابل جان فالجان بالصدفة، فيعرف بذكاءه الحدسي أنها ابنة فانتين بعد سؤالها عن اسمها واسم أمها وعمرها وأين تسكن، فيضطر جان فالجان أن يدفع مبلغاً كبيراً لمشغلتها، مقابل أخذها على أنها حفيدته، فتعيش كوزيت مع هذا الرجل العظيم الذي انتشلها وأنقذها من حياة البؤس والضياع.

## الشعبية
اسم كوزيت هو من أصل فرنسي، وغالبا ما يستخدم في بلدان ناطقة باللغة الإنجليزية كذلك، كما هو الشأن لرواية «البؤساء» حصل الاسم أيضا على تموقع ثقافي عالمي، في لغات مختلفة من العالم.
وعلى الرغم من شعبية البؤساء في التراث الأدبي والثقافي العالمي، التي تجلت من خلال عدة أعمال موسيقية وسينمائية وفنية عديدة، فقد أعطي الاسم لخمسة وسبعين طفلة فقط في عام 2011م.

## الاستخدام
كوزيت كلمة قديمة في الفرنسية، ولكن في الوقت الحاضر عرفت الكلمة كاسم ل "Euphrasie"، وهي إحدى الشخصيات الرئيسية في رواية البؤساء لفكتور هوغو.
كوزيت في القواميس الحديثة تأخد معنى "victorious" الظافر أو المنتصر، لكنه لا يبدو أنه قد تم استخدامها كاسم، إلى أن نشر فكتور هوغو روايته الأدبية، والشهيرة في التأريخ الوصفي لتلك الحقبة من زاوية الأدب، وعلاقتها بالثورة الفرنسية.
وكوزيت عند فيكتور هيجو المشتقة من "chosette" شوزيت على صيغة التصغير لغاية لتحبيب بمعنى"الشيء الصغير" في اللغة الفرنسية."
- في الأدب: في الأدب والثقافة والموسيقي، لازال الاسم إلى يومنا هذا مرتبطا بفكتور هوغو ورواية«البؤساء»، كشخصية بطلة وابنة بالتبني لجان فالجان.[4]
- السينما: في العصر الحديث تم إعادة إنتاج الفيلم عن رواية البؤساء في مناسبات عدة، مما أضفى على الشخصية طابع العالمية.
- في الموسيقى: في العصر الحديث تم إنتاج العديد من الأفلام الموسيقية الغنائية أهمها هل تسمع غناء الشعب؟. كان حضور كوزيت بارزُُ فيها.

## الدلالات
اسم كوزيت يحيل على الطفولة إلى القلب الصغير وإلى البراءة، يحيل إلى الأمل بالمستقبل وانتظار الحسنى بعد العذاب، والأمل بحياة أفضل، إلى الرقّة والحب والعطف، إلى عالم الإنسانية والخير رغم حياة البؤس.

## الرمزية
اسم كوزيت يرمز إلى طلب العدالة، الثورة، فهو مرتبط بأوضاع ما قبل الثورة الفرنسية، أو أسباب الثورة الفرنسية، من حيث الزاوبة التأريخية التعبيرية الأدبية.

## وصلات خارجية
- أغنية رائعة للثورة الفرنسية من فيلم البؤساء 2012
- (وصلة إنجليزية)Cosette (Character) at the قاعدة بيانات الأفلام على الإنترنت
- (وصلة إنجليزية)Search for Cosette at the قاعدة بيانات برودواي على الإنترنت